# Piel de oveja (Shearling)
Shearling es una piel de oveja o cordero recién esquilada que ha sido curtida y revestida con la misma lana. Tiene una superficie de gamuza en un lado y una superficie de pelaje recortada en el otro. Por lo general, el lado de gamuza se usa hacia afuera. La piel de oveja real es transpirable y más flexible, mucho más pesada y el pelaje es mucho más denso que la piel de oveja sintética. La piel de oveja sintética se suele llamar sherpa . La piel de oveja de imitación tiene un poco de brillo en su lado exterior, mientras que el exterior del cuero de oveja real es opaca y un poco pegajosa al tacto. La piel de oveja genuina también es más suave al tacto que la piel de oveja sintética.

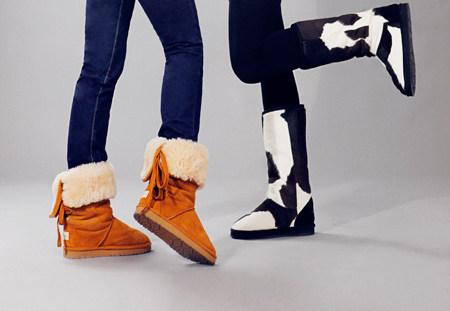
Botas modernas de piel de oveja para jóvenes.
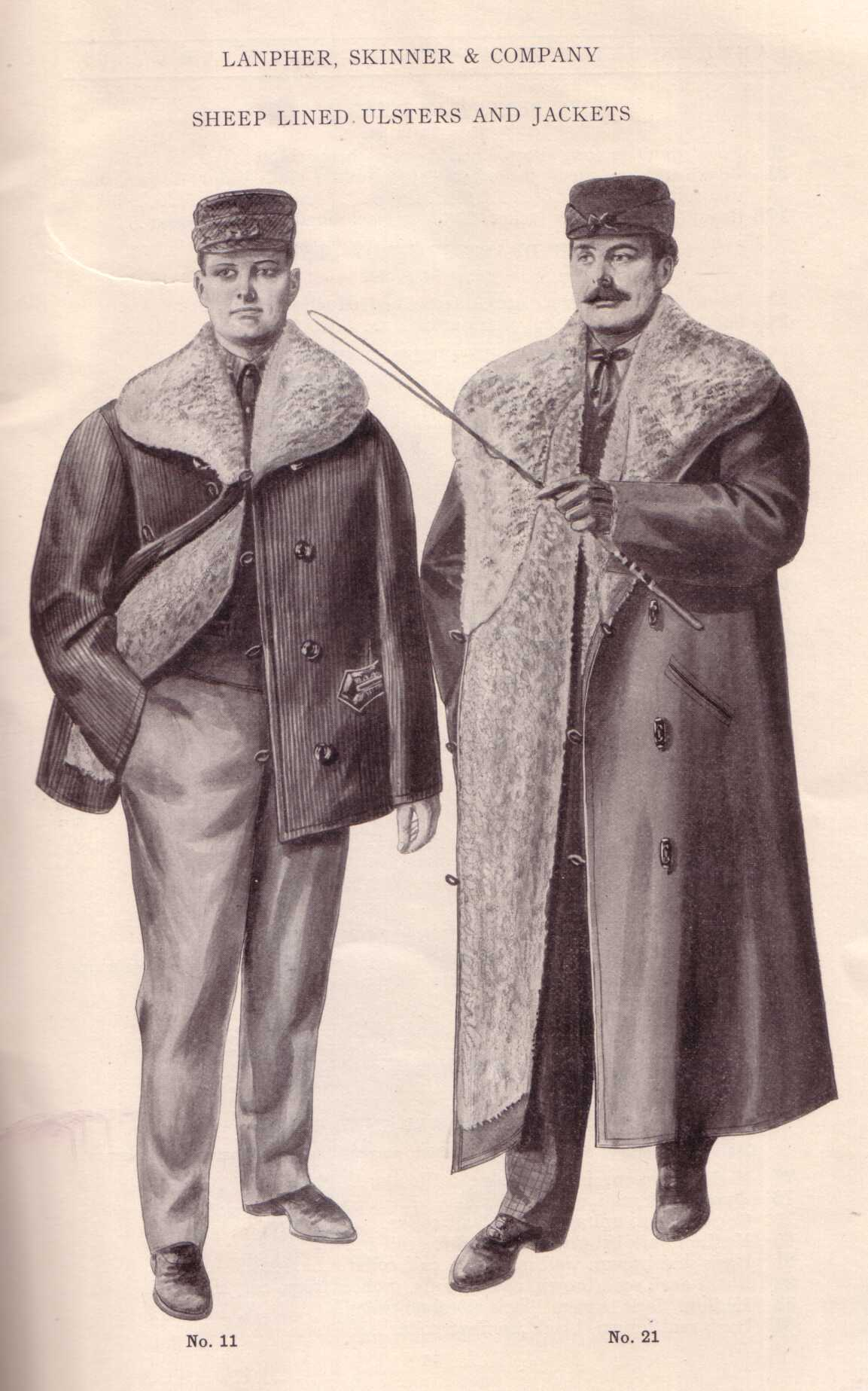
Abrigos de piel de oveja en un catálogo de 1905
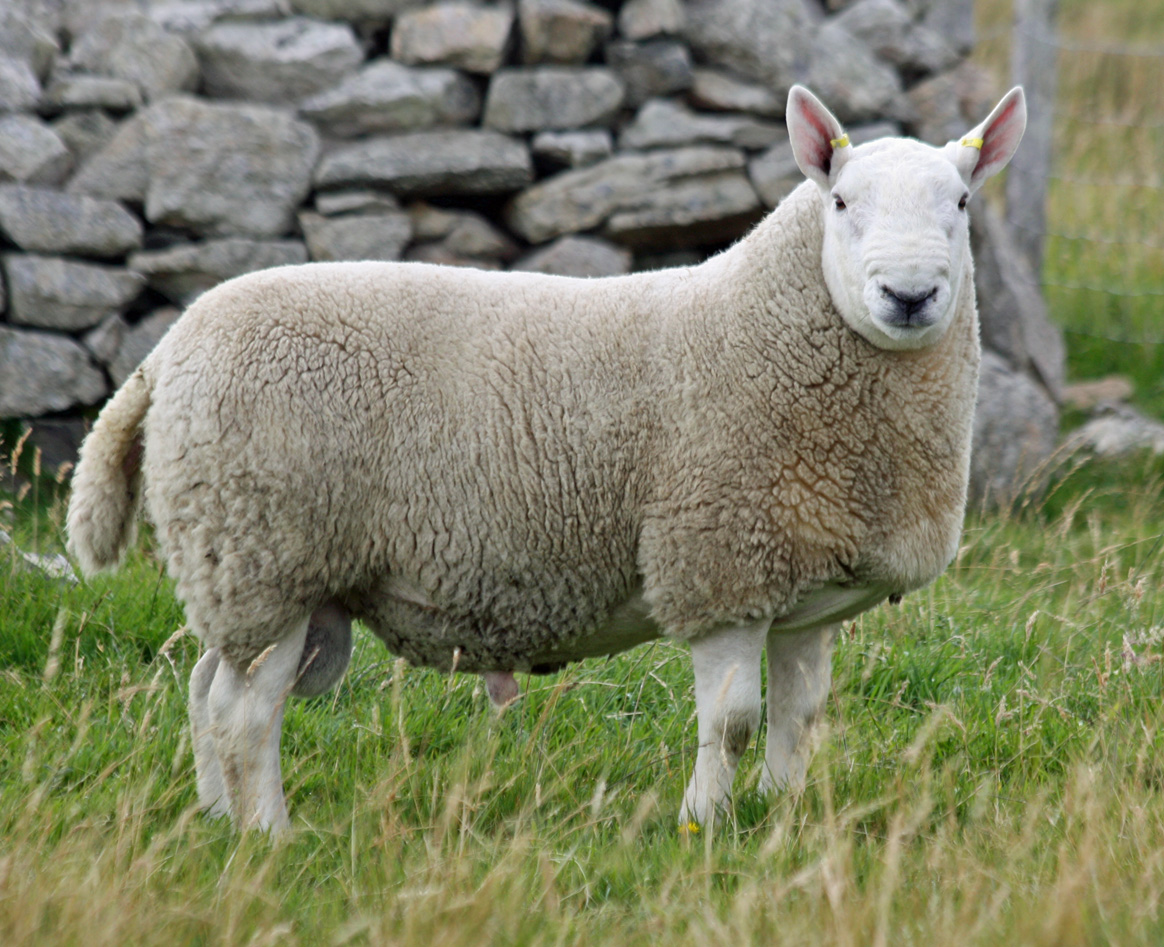
Oveja